# Награда (фильм)
«Награда» (англ. Tribute) — канадский фильм 1980 года режиссёра Боба Кларка по пьесе Бернарда Слэйда. Имел успех в советском прокате — шёл под названием «Чествование».

## Сюжет
Мелкий бродвейский пресс-агент узнаёт, что умирает. В это время его навещает его сын от бывшей жены.

## В ролях
- Джек Леммон — Скотти Темплтон
- Робби Бенсон — Джад Темплтон
- Ли Ремик — Мэгги Стрэттон
- Коллин Дьюхерст — Глэдис Петрелли
- Джон Марли — Лу Дэниелс
- Ким Кэттролл — Салли Хейнс
- Гейл Гарнетт — Хиллари
- Тери Кин — Эвелин
- Рамми Бишоп — игрок в покер
- Джон Ди — игрок в покер
- Боб Виндзор — игрок в покер
- Эйлин Леман — сиделка
- Андрю Фут — актёр
- Тревор Дэйли — полицейский
- Сид Смит — рабочий сцены

## Награды

### Победы
- Берлинский кинофестиваль
  - 1981 — «Серебряный медведь» лучшему актёру — Джеку Леммону[2]
- Премия «Джини»
  - 1981 — Лучшее исполнение роли зарубежным актёром — Джеку Леммону

### Номинации
- Оскар
  - 1981 — Лучший актёр — Джеку Леммону
- Золотой глобус
  - 1981 — Лучший актёр (драма) — Джеку Леммону
- Берлинский кинофестиваль
  - 1981 — «Золотой медведь» — Бобу Кларку

- Джини
  - 1981 — Лучшая режиссура — Бобу Кларку
  - 1981 — Лучший звук — Дино Пига, Остину Гримальди, Джо Гримальди, Дэвиду Ли
  - 1981 — Лучший монтаж звука — Кеннету Хили-Рэй, Уэйну Гриффину, Патрику Драммонду
  - 1981 — Лучший фильм — Джоэлу Б. Майклсу, Гарту Б. Драбински
  - 1981 — Лучшая музыка к фильму — Кену Уоннбергу
  - 1981 — Лучшее исполнение роли зарубежной актрисой — Ли Ремик
  - 1981 — Лучший актёр второго плана — Джону Марли
  - 1981 — Лучшая актриса второго плана — Колин Дьюхёрст
  - 1981 — Лучшая актриса второго плана — Гейл Гарнетт
  - 1981 — Лучший адаптированный сценарий — Бернарду Слэйду